# Antonín Schulz
Antonín Schulz (20. února 1852 Pelhřimov – 16. února 1922 Dvůr Králové nad Labem), byl český spisovatel, dramatik, kulturní pracovník, státní úředník a soudce.

## Život
Antonín Schulz se narodil v rodině ředitele pelhřimovské školy Theodora Schulze. Učiteli byli i jeho děd a praděd. Vystudoval gymnázium v Jindřichově Hradci a v letech 1870-1872 studoval práva na Univerzitě ve Vídni. Odtud přešel studovat na právnickou fakultu Univerzity Karlovy do Prahy. Po studiích od roku 1874 působil nejprve jako stážista a v letech 1875-1877 jako auskultant u různých krajských nebo okresních soudů v Čechách. Od roku 1877 byl zaměstnán jako pomocný soudní úředník v Chotěboři , kde se také 11. října 1882 oženil. Za ženu si vzal Marii Slámovou. V roce 1885 byl přeložen do Jindřichova Hradce a v roce 1895 byl jmenován soudcem u zemského soudu ve Dvoře Králové nad Labem.
Antonín Schulz psal divadelní hry, romány a povídky, věnoval se i populárně naučným knihám o historii. Angažoval se ve veřejném životě, byl členem kulturních spolků i městského zastupitelstva. Založil Městské muzeum a park Schulzovy sady ve Dvoře Králové. V roce 1897 byl zvolen předsedou muzejního kuratoria a tuto funkci zastával až do roku 1922. Zajímal se o historii a staré památky. Po odchodu do penze zpracoval, s pomocí historika Zikmunda Wintera, archiv města Dvora Králové.
V literárním archivu Památníku národního písemnictví je uložena Schulzova pozůstalost, která byla získána v roce 1974. Obsahuje mimo jiné korespondenci s Adolfem Heydukem, Aloisem Jiráskem, Karlem Václavem Raisem a mnoha dalšími literárními velikány. Mezi další patří osobnosti východních Čech jako byli Ludvík Domečka nebo Ignát Hermann. Antonín Schulz byl zastáncem Rukopisu královédvorského.
Antonín Schulz zemřel ve Dvoře Králové 16. února 1922 a byl pohřben na městském hřbitově.

## Literární dílo
- Soudící a souzení (1892)
- Na vážkách spravedlnosti (1895), povídky
- Turistickým Slavínem (1900), turistické čtení
- Z dob růžového západu (1901), turistická vzpomínka na Julia Zeyera
- Ve vleku svých vášní (1903)
- Jich Milostí královen českých urození páni podkomoří a hofrychtéři (1910)
- Archivní prameny ku poznání života i strázně na širém Královédvorsku od smrti Husovy až do doby Koniášovy (1913), 2 díly
- Zánik (1914), historický román
- Staletá rukopisná jubilea (1918)
- Ve sklepení kostelní věže královédvorské (1918)
- Kříšení (1919), historický román
- Z proroctví královédvorských (1919)
- O třech hvězdách: Vítězslav Hálek, Jan Neruda, Julius Zeyer, (1902)
- Průvodce Dvorem Králové n. L. (1921)
- Zelená štola a jiné kukské obrázky (1921)
- Podvazkový řád a jiné královédvorské obrázky (1921)
- Mikuláš Šebestián (1922), historický román

## Divadelní hry
- Hřích (1897), divadelní hra
- Dora (1898), divadelní hra
- Fedrfechtýř (1904), hra
- Regina (1907), divadelní hra
- Filipina - den na Křivoklátě (1912), divadelní hra
- Kantor Čaroděj (1913), divadelní hra
- Pro tu lásku nejčistší (1927), divadelní hra